# Entocythere claytonhoffi
Entocythere claytonhoffi är en kräftdjursart som beskrevs av Rioja 1942. Entocythere claytonhoffi ingår i släktet Entocythere och familjen Entocytheridae. Inga underarter finns listade i Catalogue of Life.